# Sindaci di Savona
Di seguito l'elenco cronologico dei sindaci di Savona e delle altre figure apicali equivalenti che si sono succedute nel corso della storia.

## Regno d'Italia (1861-1946)
| Periodo           | Periodo           | Primo cittadino          | Partito                                                | Carica            | Note  |
| ----------------- | ----------------- | ------------------------ | ------------------------------------------------------ | ----------------- | ----- |
| 1860              | 1861              | Angelo Ponzone           |                                                        | Sindaco           |       |
| 1861              | 1861              | Paolo Assereto           |                                                        | Sindaco           |       |
| 1861              | 1874              | Luigi Corsi              |                                                        | Sindaco           |       |
| 1875              | 1884              | Dionisio A Marca         |                                                        | Sindaco           |       |
| 1884              | 1886              | Agostino Cortese         |                                                        | Sindaco           |       |
| 1887              | 1889              | Giuseppe Brignoni        |                                                        | Sindaco           |       |
| 1889              | 1889              | Angelo Ponzone           |                                                        | Sindaco           |       |
| 1889              | 1890              | Francesco Garibaldi      |                                                        | Sindaco           |       |
| 1890              | 1890              | Giuseppe Brignoni        |                                                        | Sindaco           |       |
| 1890              | 1892              | Gio Batta Cassinis       |                                                        | Sindaco           |       |
| 1892              | 1893              | Francesco Garibaldi      |                                                        | Sindaco           |       |
| 1893              | 1893              | Giuseppe Brignoni        |                                                        | Sindaco           |       |
| 1893              | 1894              | Giuseppe Becchi          |                                                        | Sindaco           |       |
| 1894              | 1894              | Giuseppe Brignoni        |                                                        | Sindaco           |       |
| 1895              | 1895              | Luigi Corsi              |                                                        | Sindaco           |       |
| 1895              | 1897              | Luigi Andrea Magliano    |                                                        | Sindaco           |       |
| 1897              | 1900              | Gio. Batta Berlingieri   |                                                        | Sindaco           |       |
| 1900              | 1902              | Giuseppe Astengo         |                                                        | Sindaco           |       |
| 1902              | 1904              | Giuseppe Brignoni        |                                                        | Sindaco           |       |
| 1904              | 1904              | Paolo Astengo            |                                                        | Sindaco           |       |
| 1904              | 1910              | Ottavio Pertusio         |                                                        | Sindaco           |       |
| 1910              | 1911              | Enrico Pessano           |                                                        | Sindaco           |       |
| 1911              | 1914              | Virgilio Zunino          |                                                        | Sindaco           |       |
| 8 luglio 1914     | 13 marzo 1919     | Flaminio Becchi          |                                                        | Sindaco           |       |
| 31 marzo 1919     | 18 novembre 1919  | Domenico Scotti          |                                                        | Sindaco           |       |
| 24 novembre 1919  | 12 novembre 1920  | Vincenzo Bianchi         |                                                        | Comm. pref.       |       |
| 13 novembre 1920  | 28 agosto 1921    | Mario Accomasso          | Partito Socialista Italiano Partito Comunista d'Italia | Sindaco           | [ 3 ] |
| 29 agosto 1921    | 29 agosto 1922    | Luigi Bertolotto         | Partito Comunista d'Italia                             | Sindaco           |       |
| 15 agosto 1922    | 22 dicembre 1922  | Enzo Baruffaldi          |                                                        | Comm. pref.       |       |
| 22 dicembre 1922  | 7 aprile 1923     | Raffaele Ferri           |                                                        | Regio Commissario |       |
| 8 aprile 1923     | 12 aprile 1924    | Umberto Poggi            | Partito Nazionale Fascista                             | Sindaco           |       |
| 1º maggio 1924    | 20 gennaio 1926   | Ruggero Mercuri          |                                                        | Comm. pref.       |       |
| 18 gennaio 1926   | 6 agosto 1926     | Alberto Isola            | Partito Nazionale Fascista                             | Comm. pref.       |       |
| 6 agosto 1926     | 16 gennaio 1927   | Carlo Danzi              |                                                        | Comm. pref.       |       |
| 1927              | 1933              | Paolo Assereto           | Partito Nazionale Fascista                             | Podestà           |       |
| 1933              | 1935              | Giuseppe Aonzo           | Partito Nazionale Fascista                             | Podestà           |       |
| 1935              | 1935              | Vincenzo Lisi            |                                                        | Comm. pref.       |       |
| 1935              | 1935              | Giuseppe Garzilli        |                                                        | Comm. pref.       |       |
| 1936              | 1940              | Santino Durante          | Partito Nazionale Fascista                             | Podestà           |       |
| 1940              | 1940              | Vincenzo Lisi            |                                                        | Comm. pref.       |       |
| 1940              | 1943              | Santino Durante          | Partito Nazionale Fascista                             | Podestà           |       |
| 16 agosto 1943    | 22 settembre 1943 | Mario Astengo            |                                                        | Comm. pref.       |       |
| 23 settembre 1943 | 17 gennaio 1944   | Gaetano Ariano           |                                                        | Comm. pref.       |       |
| 18 gennaio 1944   | 29 ottobre 1944   | Carlo Flaminio Becchi    |                                                        | Comm. pref.       |       |
| 30 ottobre 1944   | 24 aprile 1945    | Alberto Rebella          | Partito Fascista Repubblicano                          | Podestà           |       |
| 25 aprile 1945    | 2 giugno 1946     | Andrea Serafino Aglietto | Partito Comunista Italiano                             | Sindaco           |       |

## Repubblica Italiana (dal 1946)
| Sindaci eletti dal Consiglio comunale (1946-1994)    | Sindaci eletti dal Consiglio comunale (1946-1994)   | Sindaci eletti dal Consiglio comunale (1946-1994) | Sindaci eletti dal Consiglio comunale (1946-1994) | Sindaci eletti dal Consiglio comunale (1946-1994) | Sindaci eletti dal Consiglio comunale (1946-1994) | Sindaci eletti dal Consiglio comunale (1946-1994) | Sindaci eletti dal Consiglio comunale (1946-1994) | Sindaci eletti dal Consiglio comunale (1946-1994) |
| Nominativo                                           | Nominativo                                          | Partito                                           | Partito                                           | Partito                                           | Partito                                           | Mandato                                           | Mandato                                           | Elezione                                          |
| Nominativo                                           | Nominativo                                          | Partito                                           | Partito                                           | Partito                                           | Partito                                           | Inizio                                            | Fine                                              | Elezione                                          |
| ---------------------------------------------------- | --------------------------------------------------- | ------------------------------------------------- | ------------------------------------------------- | ------------------------------------------------- | ------------------------------------------------- | ------------------------------------------------- | ------------------------------------------------- | ------------------------------------------------- |
|                                                      | Andrea Serafino Aglietto                            |                                                   | Partito Comunista Italiano                        | Partito Comunista Italiano                        | Partito Comunista Italiano                        | 1946                                              | 1951                                              | Elezione 1946                                     |
| 1951                                                 | Andrea Serafino Aglietto                            | 1953                                              | Partito Comunista Italiano                        | Partito Comunista Italiano                        | Partito Comunista Italiano                        | Elezione 1951                                     |                                                   |                                                   |
|                                                      | Amilcare Lunardelli                                 |                                                   | Partito Comunista Italiano                        | Partito Comunista Italiano                        | Partito Comunista Italiano                        | Elezione 1951                                     | 1953                                              | 1956                                              |
| 1956                                                 | Amilcare Lunardelli                                 | 1957                                              | Partito Comunista Italiano                        | Partito Comunista Italiano                        | Partito Comunista Italiano                        | Elezione 1956                                     |                                                   |                                                   |
|                                                      | Giovanni Battista Urbani                            |                                                   | Partito Comunista Italiano                        | Partito Comunista Italiano                        | Partito Comunista Italiano                        | Elezione 1956                                     | 1957                                              | 1958                                              |
|                                                      | Angelo Carossino                                    |                                                   | Partito Comunista Italiano                        | Partito Comunista Italiano                        | Partito Comunista Italiano                        | Elezione 1956                                     | 1958                                              | 1960                                              |
| 1960                                                 | Angelo Carossino                                    | 1964                                              | Partito Comunista Italiano                        | Partito Comunista Italiano                        | Partito Comunista Italiano                        | Elezione 1960                                     |                                                   |                                                   |
| 1964                                                 | Angelo Carossino                                    | 1967                                              | Partito Comunista Italiano                        | Partito Comunista Italiano                        | Partito Comunista Italiano                        | Elezione 1964                                     |                                                   |                                                   |
|                                                      | Benedetto Martinengo                                |                                                   | Partito Socialista Italiano                       | Partito Socialista Italiano                       | Partito Socialista Italiano                       | Elezione 1964                                     | 1967                                              | 1968                                              |
|                                                      | Carlo Zanelli                                       |                                                   | Partito Socialista Italiano                       | Partito Socialista Italiano                       | Partito Socialista Italiano                       | Elezione 1964                                     | 1968                                              | 1970                                              |
| 1970                                                 | Carlo Zanelli                                       | 1975                                              | Partito Socialista Italiano                       | Partito Socialista Italiano                       | Partito Socialista Italiano                       | Elezione 1970                                     |                                                   |                                                   |
| 1975                                                 | Carlo Zanelli                                       | 1980                                              | Partito Socialista Italiano                       | Partito Socialista Italiano                       | Partito Socialista Italiano                       | Elezione 1975                                     |                                                   |                                                   |
| 1980                                                 | Carlo Zanelli                                       | 1982                                              | Partito Socialista Italiano                       | Partito Socialista Italiano                       | Partito Socialista Italiano                       | Elezione 1980                                     |                                                   |                                                   |
|                                                      | Umberto Scardaoni                                   |                                                   | Partito Comunista Italiano                        | Partito Comunista Italiano                        | Partito Comunista Italiano                        | Elezione 1980                                     | 1982                                              | 1985                                              |
| 1985                                                 | Umberto Scardaoni                                   | 1987                                              | Partito Comunista Italiano                        | Partito Comunista Italiano                        | Partito Comunista Italiano                        | Elezione 1985                                     |                                                   |                                                   |
|                                                      | Bruno Marengo                                       |                                                   | Partito Comunista Italiano                        | Partito Comunista Italiano                        | Partito Comunista Italiano                        | Elezione 1985                                     | 26 maggio 1987                                    | 21 marzo 1990                                     |
|                                                      | Renzo Brunetti (Assessore anziano facente funzioni) |                                                   | Partito Repubblicano Italiano                     | Partito Repubblicano Italiano                     | Partito Repubblicano Italiano                     | Elezione 1985                                     | 21 marzo 1990                                     | 3 agosto 1990                                     |
|                                                      | Armando Magliotto                                   |                                                   | Partito Comunista Italiano                        | Partito Comunista Italiano                        | Partito Comunista Italiano                        | 3 agosto 1990                                     | 21 ottobre 1992                                   | Elezione 1990                                     |
|                                                      | Sergio Tortarolo                                    |                                                   | Partito Democratico della Sinistra                | Partito Democratico della Sinistra                | Partito Democratico della Sinistra                | 10 dicembre 1992                                  | 1º febbraio 1994                                  | Elezione 1990                                     |
|                                                      | Vittorio Norelli (Commissario prefettizio)          | –                                                 | –                                                 | –                                                 | –                                                 | 1º febbraio 1994                                  | 28 giugno 1994                                    | Elezione 1990                                     |
| Sindaci eletti direttamente dai cittadini (dal 1994) |                                                     |                                                   |                                                   |                                                   |                                                   |                                                   |                                                   |                                                   |
| Nominativo                                           | Nominativo                                          | Partito                                           | Partito                                           | Coalizione                                        | Coalizione                                        | Mandato                                           | Mandato                                           | Elezione                                          |
| Nominativo                                           | Nominativo                                          | Partito                                           | Partito                                           | Coalizione                                        | Coalizione                                        | Inizio                                            | Fine                                              | Elezione                                          |
|                                                      | Francesco Gervasio                                  |                                                   | Forza Italia                                      |                                                   | FI-LN-PPI                                         | 28 giugno 1994                                    | 25 maggio 1998                                    | Elezione 1994                                     |
|                                                      | Carlo Ruggeri                                       |                                                   | Democratici di Sinistra                           |                                                   | DS-PRC-SDI-PPI-FdV-PRI                            | 25 maggio 1998                                    | 28 maggio 2002                                    | Elezione 1998                                     |
|                                                      | Carlo Ruggeri                                       | DS-DL-SDI-PdCI-FdV                                | Democratici di Sinistra                           | 28 maggio 2002                                    | 17 maggio 2005                                    | Elezione 2002                                     |                                                   |                                                   |
|                                                      | Francesco Lirosi (Vicesindaco f. f.)                | DS-DL-SDI-PdCI-FdV                                |                                                   | Democratici di Sinistra                           | 17 maggio 2005                                    | Elezione 2002                                     | 30 maggio 2006                                    |                                                   |
|                                                      | Federico Berruti                                    |                                                   | Democratici di Sinistra                           |                                                   | DS-DL-RnP-PRC-PdCI-UDEUR-FdV-IdV                  | 30 maggio 2006                                    | 17 maggio 2011                                    | Elezione 2006                                     |
|                                                      | Federico Berruti                                    | Partito Democratico                               |                                                   | PD-UdC-ApI-FdS-IdV-SEL-PSI                        | 17 maggio 2011                                    | 22 giugno 2016                                    | Elezione 2011                                     |                                                   |
|                                                      | Ilaria Caprioglio                                   |                                                   | Indipendente                                      |                                                   | LN-FI-FdI-NCD-L. civiche                          | 22 giugno 2016                                    | 19 ottobre 2021                                   | Elezione 2016                                     |
|                                                      | Marco Russo                                         |                                                   | Indipendente                                      |                                                   | PD-Art.1-L. civiche                               | 19 ottobre 2021                                   | in carica                                         | Elezione 2021                                     |